# Marge a její parťačky
Marge a její parťačky (v anglickém originále Uncut Femmes) jsou 17. díl 32. řady (celkem 701.) amerického animovaného seriálu Simpsonovi. Scénář napsala Christine Nangleová a díl režíroval Chris Clements. V USA měl premiéru dne 28. března 2021 na stanici Fox Broadcasting Company a v Česku byl poprvé vysílán 17. května 2021 na stanici Prima Cool.
Jako host v dílu účinkuje šest hostů. Díl vypráví o Marge se svými „parťačkami“, které se zúčastní krádeže diamantu. Ve Spojených státech jej v premiéře sledovalo 1,22 milionu diváků.

## Děj
Carl si ve Springfieldské jaderné elektrárně všimne porušení bezpečnosti práce, které hodlá nahlásit. Jakmile si jej všimne Smithers, tak mu za podpis smlouvy o mlčenlivosti dá lístky na rockový koncert Boba Segera a Carl pozve Homera, aby šel s ním. Ten si však neuvědomil, že má jít s dětmi na bitevní loď a Marge touží sledovat přehlídku Gen Gala, nakonec však jede na loď s dětmi Marge.
Na výletě se Marge seznámí se zdánlivě nudou Sarah Wiggumovou. Poté, co Sarah lstí přiměje děti, aby šly spát dřív, si Marge si uvědomí, že Sarah není ve skutečnosti nudná. Obě jsou během společně stráveného večera uneseny a Marge se Sarah se ocitají v doupěti dvou žen (Erin a Bette), s nimiž Sarah kdysi spolupracovala.
Tři zlodějky popisují, jak je při loupeži v muzeu, kde měl službu Clancy Wiggum, zradila čtvrtá členka jejich týmu, Rudovláska (Lindsay Naegleová), kvůli které byla Erin s Bette zatčena. Sarah se zatčení vyhnula, jelikož se zamilovala do Wigguma, se kterým se té noci vyspala. Zpátky v současnosti společně plánují krádež Lindsayiného diamantu na přehlídce Gen Gala. Jelikož je Marge fanynka přehlídky, která má užitečné informace, rozhodnou se ji vzít s sebou.
Loupež provedou dokonale, dokud si Lindsay neuvědomí, že byla okradena. Ta proto zavolá policii; jakmile policie dorazí, Homer s náčelníkem Wiggumem se omluví svým manželkám. Při Lindsayiném pokusu zastavit Marge a Sarah spadne ze schodů, kde Erin s Bette přichystaly druhou pomstu, kdy se před celebritami ukázalo, že Lindsay je zlodějka. Mezitím Marge a Sarah odchází z přehlídky a jsou vysílány v televizi, což způsobí podivení Patty, Selmy a přátel v domě Simpsonových.

## Produkce

### Původní znění
Nick Offerman jako host daboval v původním znění kapitána Bowditche, Megan Mullallyová Sarah Wiggumovou, Joe Mantegna Tlustého Tonyho, Tiya Sircarová Bette, Natasha Rothwellová Erin a Bob Seger se představil jako on sám.

### Vydání
Roku 2021 vydala stanice Fox Broadcasting Company osm propagačních obrázků k dílu.

### České znění
České znění vyrobila společnost FTV Prima v roce 2021, závěrečné namlouvané titulky byly zkráceny z důvodu potitulkové scény.

## Přijetí

### Sledovanost
Ve Spojených státech díl v premiéře sledovalo 1,22 milionu diváků. Rating ve věkové skupině 18–49 let dosáhl při premiérovém vysílání hodnoty 0,4.

### Kritika
Tony Sokol, kritik Den of Geek, napsal: „Marge a její parťačky je zábavná a hravá filmová satira. Zachytává napětí, romantiku, půvab a tempo loupežného filmu, ale s nádechem Simpsonových. Marge zářila v nečekané roli, dokázala zároveň uklízet a přivede Homera k porozumění,“ a ohodnotil jej 4 hvězdičkami z 5.